# Hernando de Valencia
Hernando de Valencia (Antes de 1384 - Montamarta, noviembre de 1425), conocido también como Fernando de Valencia, fue un noble y religioso castellano de la Orden de San Jerónimo y el más destacado de los fundadores del monasterio de Nuestra Señora de Montamarta, aunque antes de profesar sus votos ocupó el cargo de regidor de Zamora. Y era hijo de Fernando Alfonso de Valencia, señor de Valencia de Campos y maestre de la Orden de Santiago.
Fue tataranieto de los reyes Alfonso X y Sancho IV de Castilla.

## Orígenes familiares
Fue hijo de Fernando Alfonso de Valencia, sobre quien mucho de lo escrito por Florián de Ocampo, según Jaime de Salazar y Acha, es falso, como por ejemplo su nacimiento póstumo, su matrimonio con una hija ilegítima del rey Alfonso IV de Portugal, los señoríos que le fueron concedidos en dicho reino, lo relativo a su nombramiento como maestre de la Orden de Santiago o su supuesta muerte en el asedio de Lisboa, a pesar de que algunos de estos hechos son mencionados por autores fidedignos y prestigiosos, como Luis de Salazar y Castro. Pero Salazar y Acha insiste en afirmar que, de ser cierto su parentesco con la familia real castellana, sería por vía ilegítima, y su principal argumento para sostenerlo es que los señoríos de Alfonso de Valencia no fueron heredados por Fernando Alfonso, que era su hijo «supuestamente legítimo», pero no hay documentos coetáneos que avalen la tesis de que los heredara ni tampoco de que el rey Alfonso XI de Castilla se los arrebatara, como se afirmó en el pasado.
La supuesta madre de Hernando, María Alfonso de Portugal, que según algunos genealogistas españoles como Francisco Fernández de Bethencourt y Luis de Salazar y Castro era hija ilegítima del rey Alfonso IV de Portugal y de una dama de nombre desconocido, aunque no aportaron ninguna prueba que demuestre esa filiación. Pero la mayoría de los historiadores portugueses modernos afirman rotundamente que Alfonso IV de Portugal no tuvo ningún hijo ilegítimo, y argumentan que ello pudo ser debido a las malas relaciones que tuvo con sus propios hermanastros, o debido a las buenas y armoniosas relaciones que siempre mantuvo con su esposa, la reina Beatriz de Castilla. Y Hernando de Valencia era nieto por parte paterna de Alfonso de Valencia, que fue mayordomo mayor del rey Alfonso XI de Castilla y pertiguero mayor de Santiago, y de Juana Fernández de Castro.
Fue hermano de Juan de Valencia, que fue mariscal de Castilla, regidor de Zamora por los Hijosdalgo en 1412 y alcaide de los alcázares de dicha ciudad, y de Alfonso de Valencia, que fue regidor de Zamora y miembro del Consejo de Regencia durante la minoría de edad de Enrique III de Castilla.

## Biografía

### Juventud (1384-1407)

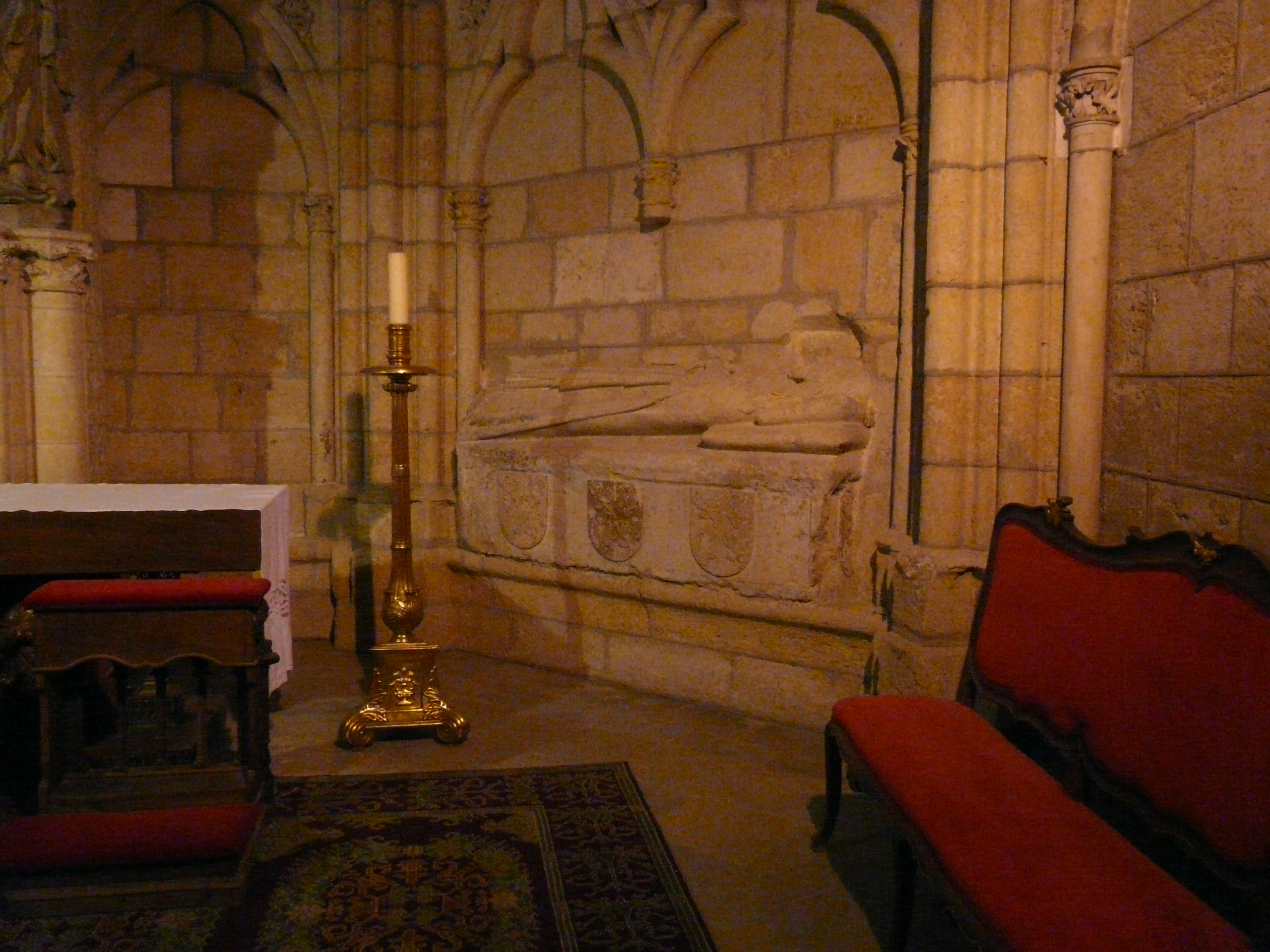
Sepulcro de Alfonso de Valencia, abuelo de fray Hernando de Valencia. (Catedral de León).

Se desconoce su fecha de nacimiento. Su padre, Fernando Alfonso de Valencia, fue maestre de la Orden de Santiago y falleció durante el sitio de Lisboa de 1384 a consecuencia de la peste, cuando contaba aproximadamente 68 años de edad, y su supuesta madre, María Alfonso de Portugal, también falleció en ese mismo año con idéntica edad, ya que sus padres nacieron y murieron en el mismo año según afirman algunos autores.
El historiador Salvador de Moxó afirmó que el apoyo del padre de fray Hernando a Pedro I de Castilla durante la primera guerra civil castellana y su posterior trayectoria vital pudieron influir decisivamente en la decadencia de la Casa de Valencia tras su muerte, a pesar de sus regios orígenes, pues aunque los herederos de Fernando Alfonso alcanzaron la dignidad de mariscales de Castilla y de regidores de Zamora, en realidad «quedaron reducidos al círculo de los caballeros zamoranos», como señaló dicho autor. Y el señorío de Valencia de Campos, que Enrique II de Castilla arrebató a Fernando Alfonso de Valencia y que había dado nombre a la familia, fue convertido en ducado y entregado por el rey Juan I de Castilla, el 22 de diciembre de 1387, al infante Juan de Portugal, que era hijo del rey Pedro I de Portugal y pasó a ser el primer duque de Valencia de Campos.

Tras la muerte de su padre, fray Hernando y sus hermanos adoptaron el apellido Valencia por su relación con el señorío de Valencia de Campos, y a fray Hernando, que era el hermano mayor y el heredero de su padre y pariente cercano de la familia real, se le restituyeron algunas de las propiedades que habían pertenecido a su padre y «gozó de situación próspera», en palabras de Cesáreo Fernández Duro. Y la mayoría de los historiadores afirman que antes de profesar como religioso en la Orden de San Jerónimo, fray Hernando ocupó el «cargo honorífico» de regidor de Zamora, que también desempeñarían sus hermanos Alfonso y Juan de Valencia.

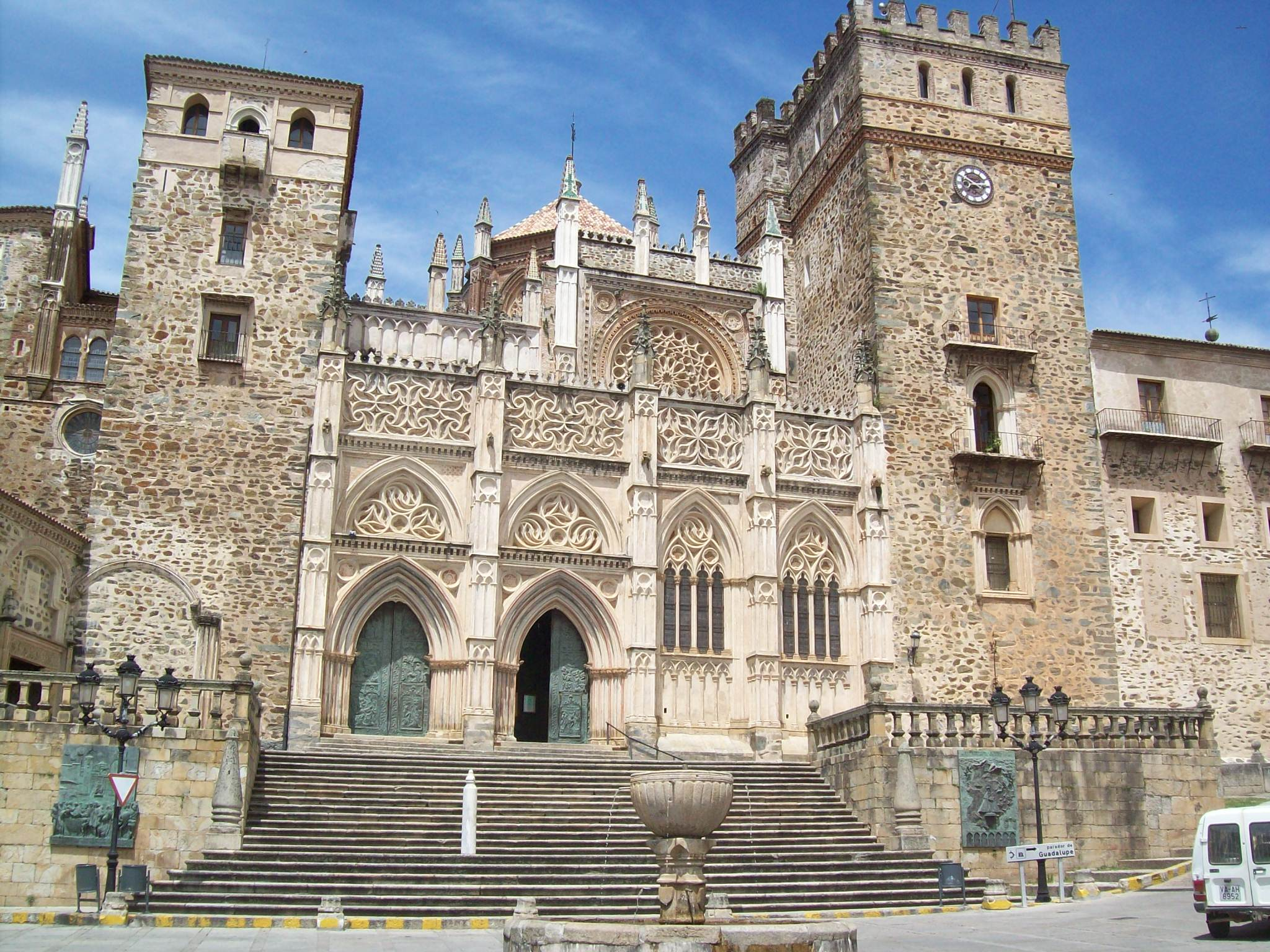
Fachada principal del monasterio de Guadalupe. (provincia de Cáceres).

Pero súbitamente, y sin que haya conocimiento de los motivos, Hernando dejó a su hermano Juan la «representación» y las rentas de su familia y profesó como religioso en el monasterio de Guadalupe. Y Fernández Duro señaló que durante su etapa como novicio fray Hernando destacó por llevar «una vida ejemplar», y también que en su monasterio se alegraron de poder contar con un fraile de «tan ilustre origen», aunque poco después comenzaron los problemas, ya que:

Ocurrieron á poco serios disgustos en aquella santa casa, dividiéndose sus hijos en bandos, que se contradecian con tanta energía y decisión como los hombres que por cosas del mundo debaten. Los superiores de la Orden no fueron capaces de poner en paz á los perturbadores, ni hallaron otro medio de implantarla de nuevo en Guadalupe que el de hacer salir de sus paredes á uno de los bandos, el dirigido por Fernando de Valencia, con condición de que iría a fundar monasterio de la misma orden de San Jerónimo en otra parte. Se extendió en consecuencia, la carta de autorización, con todos los requisitos necesarios, á 2 de marzo de 1407, firmando el Prior y veintiocho frailes, marchando hácia Zamora los disidentes, que eran trece, y que formaban en verdad un grupo de la tierra, según indicaciones de los nombres puestos en el documento en este orden: Fray Fernando de Valencia, Pedro de Ampudia, Juan de León, Alonso de Zamora, Benito de Zamora, N. de Zamora, Juan de Toledo, Fernando de Mucientos, Alonso de Sevilla, Guillén de Jerez, Martín Vizcaino, Juan de Sevilla y Alonso de Medina.

### La fundación del monasterio de Montamarta

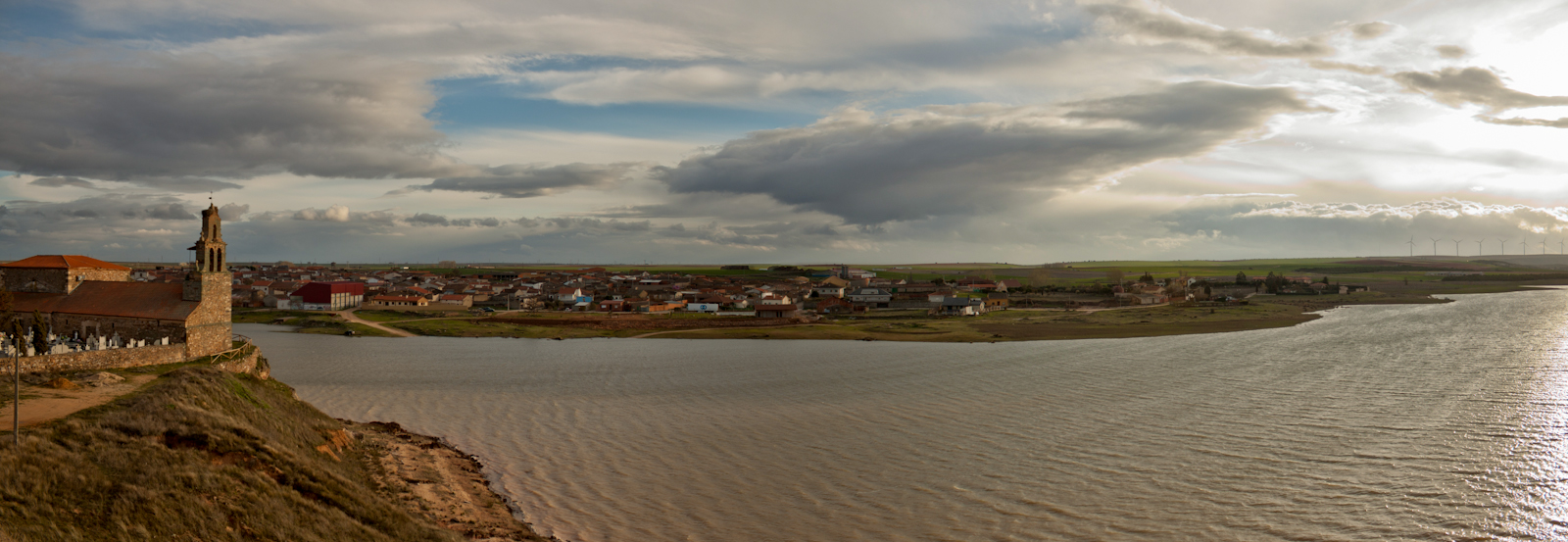
Vista del municipio de Montamarta. (provincia de Zamora).

Fray Hernando de Valencia y doce compañeros suyos, como se ha mencionado anteriormente, fueron expulsados por «revoltosos» de Guadalupe, como señaló el Padre Sigüenza. Y en 1407 esos frailes expulsados se arrepintieron y se les concedió, «por piedad de la Virgen», una licencia por la que, en lugar de asemejarse a unos monjes desterrados, como señalaron algunos autores, parecían obtener permiso para fundar un monasterio en otro lugar, aunque otros afirmaron que fray Hernando fue el que decidió trasladarse a Zamora «por ser tío suyo» el obispo de esta ciudad, y por haber ocupado él mismo antes el cargo de regidor en ella.
Al abandonar Guadalupe en 1407 les concedieron algunos vasos litúrgicos para el culto, y fray Hernando y sus doce compañeros, entre los que destacaba fray Arias González de Valdés, se establecieron tras su salida de Guadalupe en un «gran peñasco» situado junto a ermita de San Miguel Arcángel y en la ribera del río Esla, a unos seis kilómetros de Montamarta y veinticuatro de la ciudad de Zamora. Además, las tierras en las que se instalaron eran propiedad de la familia de fray Hernando de Valencia, y como el lugar, debido a su aislamiento, era conveniente para sus propósitos, construyeron algunas «humildes casillas» o celdas para cada una de ellos y otra de mayores dimensiones para poder celebrar sus reuniones, aunque Fernández Duro señaló que para las oraciones comunitarias se reunían en la ermita de San Miguel, y asimismo que:

Se presumirá que, habiendo de elegir cabeza, designaran á Fernando de Valencia, y no fue así; antes por lo contrario, de común acuerdo nombraron Prior á Alonso de Medina, que era el menos antiguo de hábito y el inferior, por tanto, de los trece, dando á entender que la vanidad y la soberbia no entraron por nada en el disentimiento con los compañeros de Guadalupe. Fernando tomó para sí la parte más enojosa de la Comunidad nueva, que era la de proveer á la subsistencia, aunque no faltaron limosnas que ayudasen.

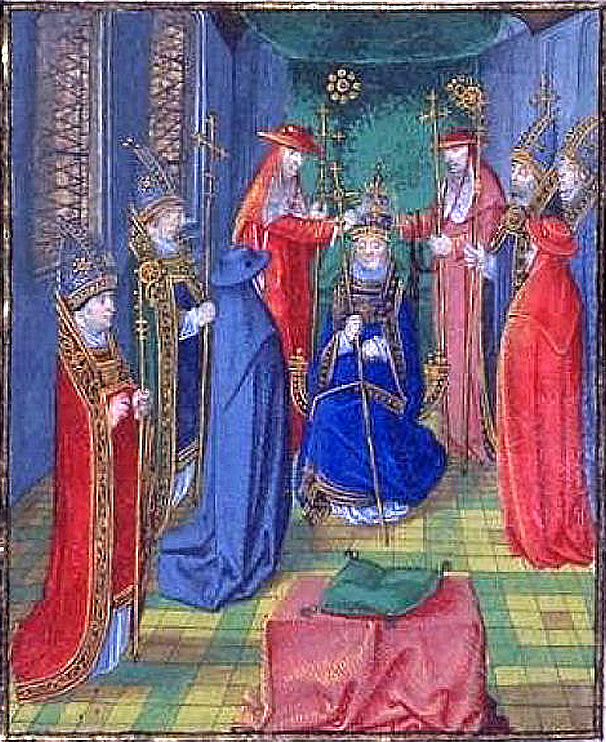
Miniatura medieval que representa la coronación del antipapa Benedicto XIII.

Pero poco después los trece monjes dejaron ese lugar por causa de su insalubridad y por las crecidas del río Esla, entre otras causas, y se instalaron en la localidad de Montamarta, donde fray Hernando poseía una casa, aunque otros autores aseguran que se alojaron junto a la ermita de San Julián, que está situada a «poco menos de media legua» de Montamarta. Y el obispo de Zamora, Alfonso de Illescas, les otorgó a los trece monjes licencia, gracias a la influencia de fray Hernando, para edificar un monasterio, aunque algunos señalan que fue fundado en 1407, y otros que en 1406 o 1408, que adoptó el nombre de monasterio de Nuestra Señora de Montamarta.
En 1408, según Fernández Duro, comenzó la cimentación del nuevo monasterio, en cuya construcción colaboraron los propios monjes. Y aunque los habitantes de Zamora también concedieron generosas limosnas a los frailes, el peso de la fundación y de la dotación del nuevo monasterio, como señalaron diversos autores, recayó sobre Hernando de Valencia, ya que aunque algunos le mencionan simplemente como a uno más de los fundadores, en realidad él fue su principal sostén, como indicó Fernández Duro:

La hacienda de Fernando de Valencia constituia, naturalmente, el principal ingreso; así que fundador debe considerarse del que se nombró monasterio de Nuestra Señora de Montamarta. Para esta obra alcanzó del rey D. Juan II, que le estimaba mucho, una renta de cuatrocientos florines, situados perpetuamente sobre las tercias de Salamanca, con otras mercedes y privilegios.

Fray Hernando de Valencia, según afirmó Fernández Duro, viajó a pie para solicitar personalmente al antipapa Benedicto XIII, que entonces era «acatado en Castilla», la concesión de algunas mercedes e indultos. Y el mismo historiador señaló que fray Hernando trabajó en la edificación del monasterio de Montamarta «como peón en la obra y llevando piedras a cuestas». Y conviene señalar que la historia de la fundación del monasterio de Montamarta y las biografías de sus primeros religiosos fueron recogidas en la Crónica de Montamarta, que es un manuscrito anónimo del último cuarto del siglo XV redactado en latín y en castellano, a fin de que formara parte de la Crónica general del monasterio. Y de los datos consignados en el manuscrito se puede «deducir», como señaló Sophie Coussemacker, que el autor «entró en religión» o tomó los hábitos a mediados del siglo XV.

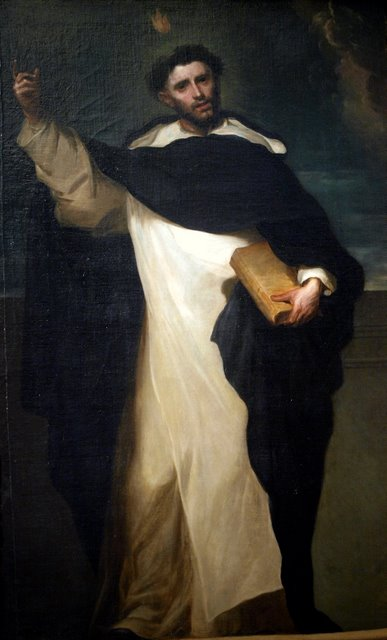
San Vicente Ferrer. Juan Carreño de Miranda.. (Colección Eszterházy, Hungría).

En la Crónica de Montamarta, mencionada anteriormente, se consignó parte de la biografía de fray Hernando de Valencia, y la historiadora Coussemacker señaló que su caso fue «excepcional», ya después de ser monje profesó como hermano y después «cambió de estado» y pasó a ser sacerdote. Pero según dicha historiadora en su caso estuvo justificado por su gran religiosidad, por su eficacia al proveer al monasterio de muchas cosas que necesitaba y por el hecho de ser el más destacado o «principal» de los fundadores de Montamarta. Además, fray Hernando descendía de las casas reales de Castilla y Portugal, y su estrecha vinculación con la aristocracia castellana de la época fue muy útil, como señaló Coussemacker, al monasterio de Montamarta.
En 1412, pocos años después de la fundación del monasterio de Montamarta, y siendo prior del mismo fray Alfonso de Medina, se produjo en el monasterio un legendario incidente que tal vez pudo ser protagonizado, como señaló César Amador Isidro García, por fray Hernando de Valencia, aunque otros autores no mencionan nada sobre esa hipotética conexión. Y dicha leyenda afirma que, en cierta ocasión en que San Vicente Ferrer viajaba hacia Salamanca y debía pasar por Zamora, un fraile del monasterio de Montamarta solicitó a su prior que le permitiera escuchar su predicación ya que no tendría oportunidad de poder oírla nunca más:

Un monje valenciano del vecino convento de Montamarta fue a pedirle al Prior que, antes de que abandonase Vicente la ciudad, le gustaría escucharlo, pues ya no volvería a presentarse una ocasión semejante. El padre le contestó que sus huesos no aguantarían un viaje de tres leguas por caminos pedregosos en la destartalada carreta del convento, por lo que le recomendó que se retirase a su celda y allí escuchase a su espíritu. Cual no sería el estupor del anciano monje cuando a las cinco de la tarde, hora en que comenzó el sermón en la plaza Vicente Ferrer, la voz del santo le llegó nítida, como si le hablase desde la misma celda donde estaba arrodillado. Al acabar con lagrimas en los ojos, fue a dar cuenta al prior del prodigio que le había sucedido, quedando grabado dicho prodigio en los anales del convento.

Y en opinión de Isidro García, tal vez el monje «valenciano» que protagonizó la leyenda fue fray Hernando, que había sido la «cabeza» rectora del grupo de monjes que salió del monasterio de Guadalupe. Pero en realidad, como señaló dicho autor, el apellido Valencia que portaba fray Hernando aludía al municipio de Valencia de Campos, que en la actualidad recibe el nombre de Valencia de Don Juan, y no al territorio de la actual Comunidad Valenciana.

### Últimos años y muerte (1414-1425)
En 1414 comenzó una «nueva» época para la Orden de San Jerónimo, ya que en esos momentos, como señalaron diversos autores, tuvo lugar la «configuración definitiva de la familia jeronimiana»:

La admirable «unión en la desunión» de los primeros cuarenta años del eremitismo jeronimiano debía desembocar, connaturalmente, en la institucionalización. Se vio la necesidad de crear un organismo de gobierno centralizado, con un equipo asesor para los futuros superiores y asambleas comunitarias que remodelasen periódicamente la vida de la nueva Orden.

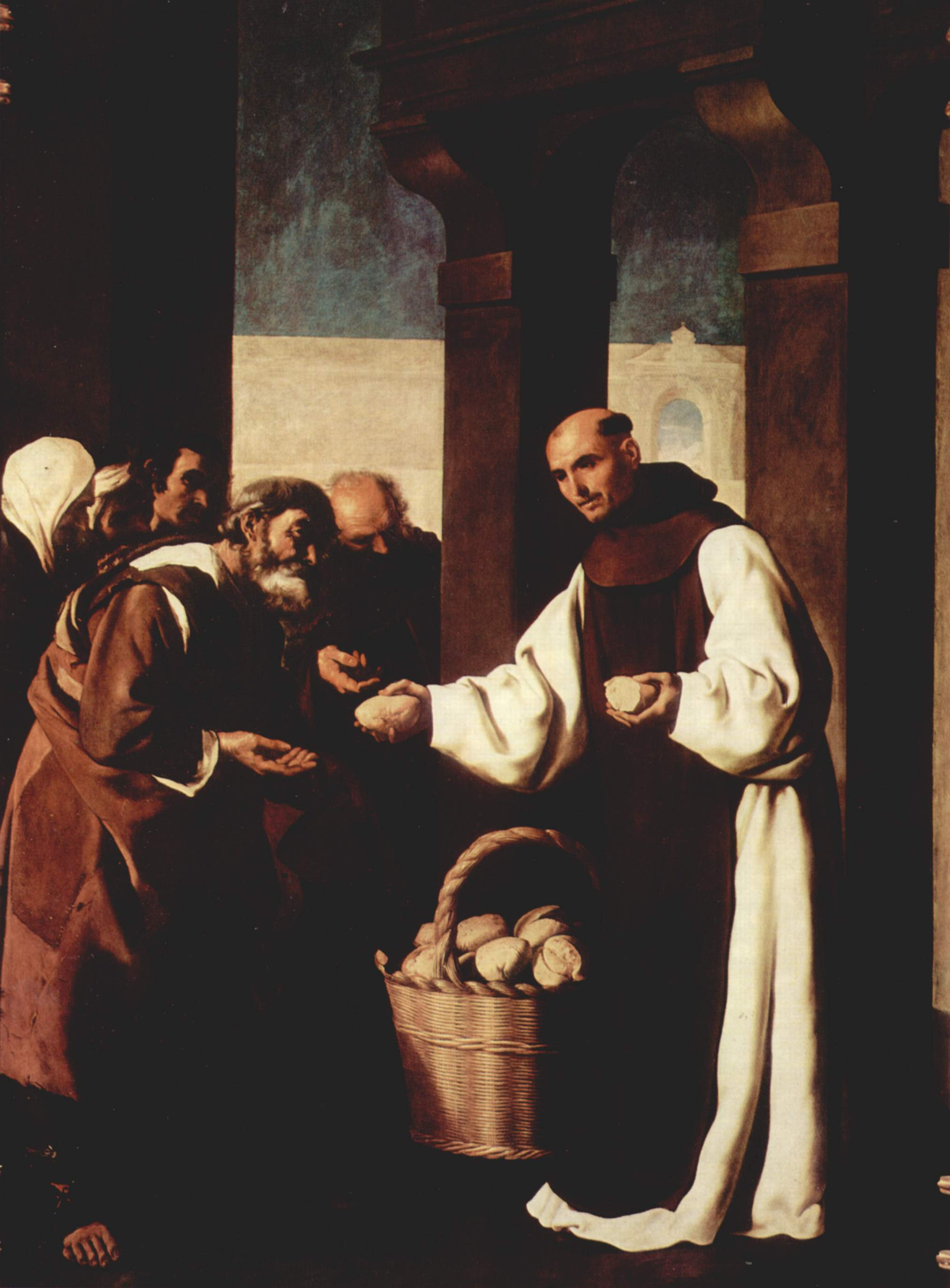
Un monje jerónimo. Francisco de Zurbarán. 1639. (Monasterio de Guadalupe).

El impulso de la reforma partió en el reino de Castilla de los priores de los monasterios jerónimos de Montamarta y Guisando, aunque otros autores aseguran que la iniciativa partió de los dos monasterios castellanos más importantes de la Orden, los de Guadalupe y Lupiana. Y los elegidos para entrevistarse en Peñíscola con el antipapa Benedicto XIII fueron fray Hernando de Valencia, que era monje en Montamarta, y fray Velasco, que era el prior del monasterio de Guisando.
Ambos frailes se entrevistaron con el papa en Peñíscola en octubre de 1414, y lograron que el día 18 de ese mismo mes otorgara una bula que declaraba a la Orden de los Jerónimos exenta e independiente de la jurisdicción episcopal, y en la que ordenaba que todos los monasterios de Castilla y Aragón que en aquellos momentos obedecían a la sede de Aviñón deberían reunirse en un capítulo general que se celebraría en el monasterio de Guadalupe, a fin de que la Orden quedara exenta y centralizada a imitación de los monjes cartujos, aunque otros autores señalan que en dicho capítulo debería ser elegido un superior general para la Orden y se deberían fijar las reglas definitivas por las que se regiría en lo sucesivo. Y Benedicto XIII también dispuso en esa bula que dos monjes cartujos deberían supervisar la celebración de ese capítulo general, y que este último debería basarse en las normas establecidas por los cartujos para la celebración de asambleas de ese tipo. Y Fernández Duro señaló por otra parte que fray Hernando de Valencia viajó a Roma a pie durante el pontificado del papa Martín V, que rigió los destinos de la Iglesia Católica desde 1417 hasta 1431, para solicitarle diversas mercedes e indultos.
Hernando de Valencia falleció en noviembre de 1425 en el monasterio de Montamarta, según consta en su epitafio, y aunque hasta poco antes de morir se había negado a ser prior de su monasterio, al final accedió durante una enfermedad del que ocupaba ese cargo, fray Fernando de Logroño, y llegó a decir: «triste de mi, que no siendo aún hábil para el remo me fían el gobernalle». Sin embargo, su etapa como prior fue extraordinariamente breve, ya que fue elegido una tarde y a la mañana siguiente falleció tras haber celebrado la eucaristía entre lágrimas y devoción admirable, quedando todos los presentes sobrecogidos por la «humildad que había hecho pedir a Dios no cumplir este mandato». Y Fernández Duro consignó todos estos sucesos del siguiente modo:

Justo es decir que, agradecida la comunidad á los beneficios de su fundador, le importunó muchas veces para que la rigiera, y que, prescindiendo al fin de su voluntad, le eligió por aclamacion su prior. La mañana en que había de celebrarse la solemnidad, estando en buena salud, dijo la Misa con muchas lágrimas el agraciado, y acabada entregó el espíritu al Criador, acontecimiento que se tuvo por sobrenatural y que realzó la memoria de su humilde santidad.

## Sepultura
Fue sepultado en el monasterio de Montamarta, y en su «humilde» sepultura, como señaló Cesáreo Fernández Duro, estaba colocado el siguiente epitafio:

Aqui yace Frai Hernando de Valencia, fundador de este monasterio, el cual falleció en el mes de noviembre del año mil e quatrocientos y veinte y cinco años. Decid Pater noster. Amen.

Y conviene señalar que algunos autores, aunque sin mencionar nada sobre el destino de los restos de fray Hernando, sí consignaron que los huesos de los que estaban enterrados en Montamarta fueron trasladados en la década de 1530 al monasterio de San Jerónimo de Zamora.